# Copa Nacional de Voley Movistar
La Copa Nacional de Voley Movistar fue un torneo de voleibol oficial organizado por la Federación Peruana de Voleibol en 2020. El campeón fue Deportivo Jaamsa al vencer a Alianza Lima por 3-2 en la final.
Los equipos participantes fueron parte de los equipos de la Liga Nacional Superior de Voleibol del Perú divididos en dos grupos iniciales. La competencia inició el 18 de noviembre con el partido entre los clubes Universidad San Martín de Porres y Rebaza Acosta.

## Equipos participantes
| Club          | Ciudad | Entrenador       |
| ------------- | ------ | ---------------- |
| Alianza Lima  | Lima   | Carlos Aparicio  |
| Regatas Lima  | Lima   | Horacio Bastit   |
| Géminis       | Lima   | Sara Joya        |
| Jaamsa        | Lima   | Juan Carlos Gala |
| Rebaza Acosta | Callao | Arturo Loja      |
| USMP          | Lima   | Bryan Silva      |

## Grupos
| Grupo A       | Grupo B      |
| ------------- | ------------ |
| USMP          | Regatas Lima |
| Jaamsa        | Géminis      |
| Rebaza Acosta | Alianza Lima |

## Primera etapa
- Sede: Villa el Salvador, Polideportivo de Villa El Salvador,Lima,Perú
- Las horas indicadas corresponden al huso horario local del Perú (Tiempo del Perú – PET): UTC-5.

     - Clasificados a la segunda etapa.
     - Disputan el 5° y 6° puesto de la Copa.

### Resultados

#### Grupo A
|      |               | Partidos | Partidos | Partidos |      | Sets | Sets | Sets  | Puntos | Puntos | Puntos |
| Pos. | Equipo        | PJ       | PG       | PP       | Pts. | SG   | SP   | Ratio | PG     | PP     | Ratio  |
| ---- | ------------- | -------- | -------- | -------- | ---- | ---- | ---- | ----- | ------ | ------ | ------ |
| 1    | Jaamsa        | 4        | 4        | 0        | 11   | 12   | 3    | 4.000 | 342    | 290    | 1.179  |
| 2    | USMP          | 4        | 2        | 2        | 7    | 9    | 7    | 1.285 | 352    | 318    | 1.106  |
| 3    | Rebaza Acosta | 4        | 0        | 4        | 0    | 1    | 12   | 0.083 | 239    | 325    | 0.735  |

| Fecha           | Hora  | Partido | Equipo 1                         | Res.  | Equipo 2                         | S1    | S2    | S3    | S4    | S5    | Total    |
| --------------- | ----- | ------- | -------------------------------- | ----- | -------------------------------- | ----- | ----- | ----- | ----- | ----- | -------- |
| 18 de noviembre | 15:00 | IDA     | Universidad San Martín de Porres | 3 – 1 | Rebaza Acosta                    | 25-16 | 25-16 | 22-25 | 25-20 | -     | 97 – 77  |
| 20 de noviembre | 15:00 | IDA     | Rebaza Acosta                    | 0 – 3 | Jaamsa                           | 19-25 | 21-25 | 26-28 | -     | -     | 66 – 78  |
| 22 de noviembre | 13:00 | IDA     | Jaamsa                           | 3 – 2 | Universidad San Martín de Porres | 16-25 | 25-19 | 17-25 | 25-22 | 15-13 | 98 – 104 |
| 25 de noviembre | 15:00 | VUELTA  | Jaamsa                           | 3 – 0 | Rebaza Acosta                    | 25-11 | 25-16 | 25-17 | -     | -     | 75 – 44  |
| 27 de noviembre | 15:00 | VUELTA  | Rebaza Acosta                    | 0 – 3 | Universidad San Martín de Porres | 15-25 | 17-25 | 20-25 | -     | -     | 52 – 75  |
| 29 de noviembre | 13:00 | VUELTA  | Universidad San Martín de Porres | 1 – 3 | Jaamsa                           | 10-25 | 19-25 | 25-16 | 22-25 | -     | 76 – 91  |

#### Grupo B
|      |              | Partidos | Partidos | Partidos |      | Sets | Sets | Sets  | Puntos | Puntos | Puntos |
| Pos. | Equipo       | PJ       | PG       | PP       | Pts. | SG   | SP   | Ratio | PG     | PP     | Ratio  |
| ---- | ------------ | -------- | -------- | -------- | ---- | ---- | ---- | ----- | ------ | ------ | ------ |
| 1    | Alianza Lima | 4        | 3        | 1        | 10   | 11   | 6    | 1.833 | 396    | 355    | 1.115  |
| 2    | Regatas Lima | 4        | 3        | 1        | 7    | 10   | 8    | 1.250 | 405    | 403    | 1.004  |
| 3    | Géminis      | 4        | 0        | 4        | 1    | 5    | 12   | 0.416 | 356    | 399    | 0.892  |

| Fecha           | Hora  | Partido | Equipo 1             | Res.  | Equipo 2             | S1    | S2    | S3    | S4    | S5    | Total     |
| --------------- | ----- | ------- | -------------------- | ----- | -------------------- | ----- | ----- | ----- | ----- | ----- | --------- |
| 18 de noviembre | 17:30 | IDA     | Club de Regatas Lima | 1 – 3 | Alianza Lima         | 21-25 | 25-21 | 16-25 | 26-28 | -     | 88 – 96   |
| 20 de noviembre | 17:30 | IDA     | Alianza Lima         | 3 – 1 | Géminis de Comas     | 25-17 | 20-25 | 25-23 | 25-16 | -     | 95 – 81   |
| 22 de noviembre | 15:30 | IDA     | Géminis de Comas     | 1 – 3 | Club de Regatas Lima | 19-25 | 31-29 | 19-25 | 23-25 | -     | 92 – 104  |
| 25 de noviembre | 17:30 | VUELTA  | Alianza Lima         | 3 – 1 | Géminis de Comas     | 25-9  | 23-25 | 25-18 | 25-23 | -     | 98 – 75   |
| 27 de noviembre | 17:30 | VUELTA  | Alianza Lima         | 2 – 3 | Club de Regatas Lima | 25-22 | 30-32 | 16-25 | 25-17 | 11-15 | 107 – 111 |
| 29 de noviembre | 15:30 | VUELTA  | Géminis de Comas     | 2 – 3 | Club de Regatas Lima | 25-21 | 25-16 | 23-25 | 22-25 | 13-15 | 108 – 102 |

## 5° y 6° Puesto

#### Grupo D
- Ocupa el 5° puesto de la Copa.
     - Ocupa el 6° puesto de la Copa.
|      |               | Partidos | Partidos | Partidos |      | Sets | Sets | Sets  | Puntos | Puntos | Puntos |
| Pos. | Equipo        | PJ       | PG       | PP       | Pts. | SG   | SP   | Ratio | PG     | PP     | Ratio  |
| ---- | ------------- | -------- | -------- | -------- | ---- | ---- | ---- | ----- | ------ | ------ | ------ |
| 1    | Géminis       | 2        | 2        | 0        | 6    | 6    | 1    | 6.000 | 177    | 142    | 1.246  |
| 2    | Rebaza Acosta | 2        | 0        | 2        | 0    | 1    | 6    | 0.166 | 142    | 177    | 0.802  |

| Fecha           | Hora  | Partido | Equipo 1         | Res.  | Equipo 2         | S1    | S2    | S3    | S4    | S5 | Total    |
| --------------- | ----- | ------- | ---------------- | ----- | ---------------- | ----- | ----- | ----- | ----- | -- | -------- |
| 9 de diciembre  | 17:00 | IDA     | Rebaza Acosta    | 1 – 3 | Géminis de Comas | 18-25 | 29-27 | 18-25 | 19-25 | -  | 84 – 102 |
| 12 de diciembre | 17:30 | VUELTA  | Géminis de Comas | 3 – 0 | Rebaza Acosta    | 25-17 | 25-20 | 25-21 | -     | -  | 75 – 58  |

## Segunda etapa
- Sede: Villa el Salvador, Polideportivo de Villa El Salvador,Lima,Perú
- Las horas indicadas corresponden al huso horario local del Perú (Tiempo del Perú – PET): UTC-5.

### Resultados

#### Grupo C
- Disputan el 1° y 2° puesto de la Copa.
     - Disputan el 3° y 4° puesto de la Copa.
|      |              | Partidos | Partidos | Partidos |      | Sets | Sets | Sets  | Puntos | Puntos | Puntos |
| Pos. | Equipo       | PJ       | PG       | PP       | Pts. | SG   | SP   | Ratio | PG     | PP     | Ratio  |
| ---- | ------------ | -------- | -------- | -------- | ---- | ---- | ---- | ----- | ------ | ------ | ------ |
| 1    | Alianza Lima | 3        | 3        | 0        | 7    | 9    | 4    | 2.250 | 281    | 251    | 1.119  |
| 2    | Jaamsa       | 3        | 2        | 1        | 6    | 8    | 5    | 1.600 | 272    | 261    | 1.042  |
| 3    | USMP         | 3        | 1        | 2        | 3    | 3    | 6    | 0.500 | 187    | 193    | 0.968  |
| 4    | Regatas Lima | 3        | 0        | 3        | 2    | 4    | 9    | 0.444 | 250    | 285    | 0.877  |

| Fecha           | Hora  | Equipo 1                         | Res.  | Equipo 2                         | S1    | S2    | S3    | S4    | S5    | Total     |
| --------------- | ----- | -------------------------------- | ----- | -------------------------------- | ----- | ----- | ----- | ----- | ----- | --------- |
| 12 de diciembre | 19:30 | Club de Regatas Lima             | 2 – 3 | Alianza Lima                     | 25-23 | 25-20 | 19-25 | 22-25 | 12-15 | 103 – 108 |
| 14 de diciembre | 15:00 | Jaamsa                           | 3 – 2 | Club de Regatas Lima             | 24-26 | 25-17 | 11-25 | 25-21 | 17-15 | 102 – 104 |
| 14 de diciembre | 17:30 | Universidad San Martín de Porres | 0 – 3 | Alianza Lima                     | 21-25 | 11-25 | 21-25 | -     | -     | 53 – 75   |
| 16 de diciembre | 15:00 | Alianza Lima                     | 3 – 2 | Jaamsa                           | 26-24 | 18-25 | 25-12 | 14-25 | 15-9  | 98 – 95   |
| 16 de diciembre | 17:30 | Club de Regatas Lima             | 0 – 3 | Universidad San Martín de Porres | 20-25 | 12-25 | 11-25 | -     | -     | 43 – 75   |
| 18 de diciembre | 17:30 | Universidad San Martín de Porres | 0 – 3 | Jaamsa                           | 17-25 | 23-25 | 19-25 | -     | -     | 59 – 75   |

## Etapa Final
- Sede: Villa el Salvador, Polideportivo de Villa El Salvador,Lima,Perú
- Las horas indicadas corresponden al huso horario local del Perú (Tiempo del Perú – PET): UTC-5.

#### 3° y 4° lugar
| Fecha           | Hora  | Equipo 1                         | Res.  | Equipo 2             | S1    | S2    | S3    | S4 | S5 | Total   |
| --------------- | ----- | -------------------------------- | ----- | -------------------- | ----- | ----- | ----- | -- | -- | ------- |
| 20 de diciembre | 14:00 | Universidad San Martín de Porres | 0 - 3 | Club de Regatas Lima | 15-25 | 23-25 | 18-25 | -  | -  | 56 - 75 |

#### 1° y 2° lugar
| Fecha           | Hora  | Equipo 1     | Res.  | Equipo 2 | S1    | S2    | S3    | S4    | S5    | Total   |
| --------------- | ----- | ------------ | ----- | -------- | ----- | ----- | ----- | ----- | ----- | ------- |
| 20 de diciembre | 17:30 | Alianza Lima | 2 - 3 | Jaamsa   | 25-21 | 30-32 | 24-26 | 25-21 | 12-15 | 116-115 |

## Posición Final
| Pos.              | Equipo                           |
| ----------------- | -------------------------------- |
| Medalla de oro    | Jaamsa                           |
| Medalla de plata  | Alianza Lima                     |
| Medalla de bronce | Club de Regatas Lima             |
| 4                 | Universidad San Martín de Porres |
| 5                 | Géminis de Comas                 |
| 6                 | Rebaza Acosta                    |

| Campeón de la Copa Nacional de voley Movistar 2020 |
| -------------------------------------------------- |
| Jaamsa                                             |

## Equipo Ideal
- Jugador más valioso

 Jaamsa: Coraima Gómez
- Mayor Anotadora

 Club de Regatas Lima: Karla Ortiz
- Mejor Ataque

 Alianza Lima: Brenda Lobatón
- Mejor Líbero

 Club de Regatas Lima: Miriam Patiño
- Mejor Recepción

 Club de Regatas Lima: Miriam Patiño
- Mejor Armadora

 Jaamsa: Zaira Manzo
- Mejor Servicio

 Jaamsa: Carla Rueda
- Mejor Bloqueo

 Alianza Lima: Yujhamy Mosquera